# Kotrčiná Lúčka
Kotrčiná Lúčka este o comună slovacă, aflată în districtul Žilina din regiunea Žilina, pe malul râului Kotrčiná⁠(d). Localitatea se află la altitudinea de 480 m deasupra n.m., se întinde pe o suprafață de 4,15 km2 și în 2017 număra 517 locuitori.

## Istoric
Localitatea Kotrčiná Lúčka este atestată documentar din 1439.

## Demografie
| An:                | 1994 | 2004   | 2014   | 2024    |
| ------------------ | ---- | ------ | ------ | ------- |
| Număr de persoane: | 383  | 404    | 444    | 695     |
| Diferență:         |      | +5,48% | +9,90% | +56,53% |

| An:                | 2023 | 2024   |
| ------------------ | ---- | ------ |
| Număr de persoane: | 676  | 695    |
| Diferență:         |      | +2,81% |